# Liste der Straßen und Plätze in Berlin-Hellersdorf

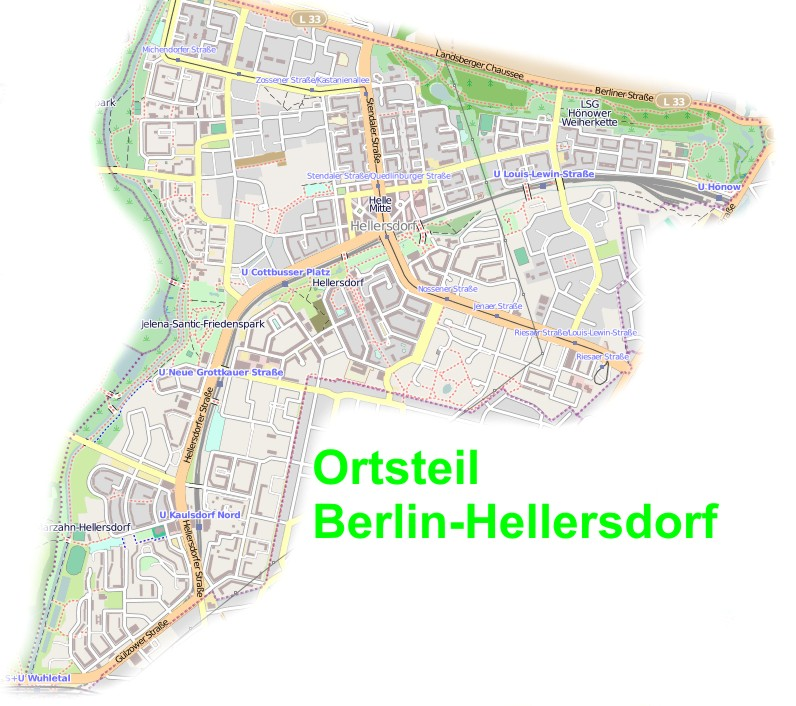
Karte von Berlin-Hellersdorf
(aus: OpenStreetMap)

Die Liste der Straßen und Plätze in Berlin-Hellersdorf beschreibt das Straßensystem im Berliner Ortsteil Hellersdorf des Bezirks Marzahn-Hellersdorf mit den entsprechenden historischen Bezügen. Gleichzeitig ist diese Zusammenstellung eine der Listen aller Berliner Straßen und Plätze.

## Überblick
Der heutige Ortsteil untergliedert sich in zwei Grundbereiche: das alte Dorf mit dem späteren Gut Hellersdorf und die ab Ende der 1970er Jahre auf stillgelegten früheren Rieselfeldern entstandenen Neubaugebiete. Die Namen der neuen Straßen orientierten sich zu großen Teilen an Orten aus den DDR-Bezirken, aus denen die Bauarbeiter herangezogen wurden, einige Hauptverkehrsstraßen erhielten die Namen von DDR-Politikern wie Heinz Hoffmann, Albert Norden oder Paul Verner. Letztere Straßennamen wurden auf Beschluss des Berliner Senats ab den 1990er Jahren durch andere ersetzt. Nach der Wende entstanden weitere Neubaugebiete östlich und südlich der zuerst errichteten.
Die älteste noch erhaltene Straße ist die ursprünglich nach ihrer Richtung benannte ehemalige Kaulsdorfer Straße (seit 1937 Hellersdorfer Straße) nach Süden. Die Landsberger Chaussee (ursprünglich Chaussee nach Alt-Landsberg) im Norden gab es ebenfalls bereits zu Beginn des 19. Jahrhunderts. Als drittälteste Straße gilt die Cecilienstraße als frühe Verbindung der Dörfer Marzahn und Kaulsdorf, die zwischen 1984 und 1992 Albert-Norden-Straße hieß.
In den 1940er Jahren gab es erste Erschließungspläne jenseits der östlichen Berliner Stadtgrenze, denn auf einer Karte des Jahres 1943 sind östlich der Wuhle einige (noch namenlose) Straßenzüge angedeutet. Diese Straßenzüge waren in der Regel allerdings Wirtschaftswege der Rieselfelder.
Hellersdorf hat 93.512 Einwohner (Stand: 31. Dezember 2024) und umfasst die Postleitzahlenbereiche 12619, 12627 und 12629.

## Übersicht der Straßen und Plätze
Die nachfolgende Tabelle gibt eine Übersicht über die vorhandenen Straßen und Plätze im Ortsteil sowie einige dazugehörige Informationen.
- Name/Lage: aktuelle Bezeichnung der Straße oder des Platzes. Über den Link Lage kann die Straße oder der Platz auf verschiedenen Kartendiensten angezeigt werden. Die Geoposition gibt die Lage der ungefähren Mitte der Straßenlänge an.
- Im amtlichen Straßenverzeichnis nicht aufgeführte Verkehrswege sind mit * gekennzeichnet.
- Ehemalige oder nicht mehr gültige Straßennamen sind kursiv gesetzt. Für bedeutende ehemalige Straßen oder historische Straßennamen ist gegebenenfalls eine gesonderte Liste vorhanden.
- Länge/Maße in Metern:
Die in der Übersicht enthaltenen Längenangaben sind  gerundete Übersichtswerte, die in Google Earth mit dem dortigen Maßstab ermittelt wurden. Sie dienen Vergleichszwecken und werden, sofern amtliche Werte bekannt sind, ausgetauscht und gesondert gekennzeichnet.
Bei Plätzen sind die Maße in der Form a × b für rechteckige Anlagen und für (ungefähr) dreieckige Anlagen als a × b × c mit a als längster Seite angegeben.
Sofern die Straße auch in benachbarte Ortsteile weiterführt, gibt der Zusatz ‚im Ortsteil‘ an, wie lang der Straßenabschnitt innerhalb des Ortsteils dieses Artikels ist.
- Namensherkunft: Ursprung oder Bezug des Namens.
- Anmerkungen: weitere Informationen über anliegende Baudenkmale oder Institutionen, die Geschichte der Straße und historische Bezeichnungen.
- Bild: Foto der Straße oder eines anliegenden Objektes.

| Name/Lage                         | Länge/Maße (in Metern)             | Namensherkunft | Datum der Benennung                                                     | Anmerkungen | Bild |
| --------------------------------- | ---------------------------------- | --- | ----------------------------------------------------------------------- | --- | --- |
| Adele-Sandrock-Straße (Lage)      | 0650                               | Adele Sandrock (1863–1937), Schauspielerin | 1. Juni 1992                                                            | Bei der Erstanlage der Wohngebietsstraße 1987 hieß sie Erich-Wichert-Straße nach dem zwei Jahre vorher verstorbenen MfS-General Erich Wichert. Entlang der zweifach abgewinkelten und sich durch das Wohngebiet schlängelnden Straße stand u. a. eine Kinderkombination, die um 2007 abgetragen wurde. Stattdessen ließ das Bezirksamt aus dem Fonds Stadtumbau Ost für rund 147.000 Euro eine Grünfläche mit geschwungenen Wegen, Spielplätzen und Ruhepunkten anlegen. Diese ist Teil der in Nord-Süd-Richtung geplanten ,Hellersdorfer Parktrilogie’. Sie erhielt bei ihrer Fertigstellung die eigenständige Bezeichnung Mascha-Kalekó-Park. (siehe auch unter Parks und Gewässer) Darüber hinaus befindet sich hier das Melanchthon-Gymnasium. | Schulen in der Adele-Sandrock-Straße |
| Adorfer Straße (Lage)             | 0440                               | Adorf, Stadt in Sachsen | 9. Juni 1987                                                            | In dieser kurzen Verbindungsstraße zwischen Oelsnitzer und Nossener Straße befinden sich die Kita des Evangelischen Gemeindezentrums Hellersdorf und eine Ausgabestelle der Berliner Tafel (,Laib und Seele’). | |
| Albert-Kuntz-Straße (Lage)        | 0520                               | Albert Kuntz (1896–1945), Politiker, Widerstandskämpfer gegen das NS-Regime | 9. Juni 1987                                                            | Sie umschließt leicht eingerollt ein Wohnkarree und verläuft von der Louis-Lewin-Straße westwärts bis zur Adele-Sandrock-Straße. | |
| Alice-Salomon-Platz (Lage)        | 0120 × 90                          | Alice Salomon (1872–1948), Politikerin, liberale Sozialreformerin in der deutschen Frauenbewegung                                                                                                 | 20. Nov. 1995                                                           | Der versiegelte und teilweise mit Gehwegplatten ausgelegte Platz wird vom Nord-Süd-Straßenzug Stendaler / Riesaer Straße durchzogen, westlich zweigt die Hellersdorfer Straße ab. Am Alice-Salomon-Platz Nr. 3 befindet sich das Bezirksamt Marzahn-Hellersdorf (früheres Rathaus Hellersdorf), unter Nummer 5 die Alice-Salomon-Hochschule (Studium der Sozialarbeit sowie Gesundheits- und Pflegemanagement). Ein weiterer Großbau ist das MarktPlatzCenter (Stendaler Straße 94; in Bildmitte) am Platz. Der Platz soll ab 2026 grundlegend umgestaltet werden. Den dafür ausgeschriebenen Wettbewerb gewann die Bruun & Möllers GmbH & Co. KG aus Hamburg. Der Entwurf sieht eine teilweise Entsiegelung des Platzes und reichhaltige Bepflanzungen in den Randbereichen vor. Geschwungene Bank- und Tischelemente entlang der Grünanlagen sollen die Aufenthaltsqualität erhöhen. Der innere, offene Platzbereich bietet Raum für Veranstaltungen, Märkte und temporäre Kunstinstallationen.                                                                  | |
| Alt-Hellersdorf (Lage)            | 0440                               | Alt-Hellersdorf, der Kern des im 14. Jahrhundert im Landkreis Niederbarnim der Mark Brandenburg entstandenen Dorfes                                                                               | 11. Mai 1938                                                            | Bei ihrer Entstehung wurde sie als Dorfstraße bezeichnet, der Name selbst taucht erstmals im Jahr 1926 in einem Dokument auf. Unter den Hausnummern 6–27 ist ein Teil der Bebauung des Vorwerks zum Gutshof erhalten, darunter Scheunen, Arbeitshäuser und Stallungen, die etwa zwischen 1890 und 1900 errichtet wurden. Ställe und Speicher wurden bis in die 1960er Jahre von der LPG weiter für Pflanzen- und Tierzucht genutzt. Später zog der Dorfkonsum in ein Gebäude und die LPG stellte sich auf die Champignonzucht um. Nach der Wende haben sich andere Firmen wie eine Fahrschule, Transportunternehmen oder Handwerker in den historischen Gebäuden angesiedelt. Die genannten Gebäude stehen unter Denkmalschutz. Die Straße ist eine Sackgasse und schlängelt sich zwischen Alte Hellersdorfer und Cottbusser Straße herum. | Straße Alt-Hellersdorf · Einige Baudenkmale auf dem Gelände des Gutes Hellersdorf |
| Alte Hellersdorfer Straße (Lage)  | 1810                               | Hellersdorf, ein im 14. Jahrhundert in der Mark Brandenburg entstandenes Dorf mit Gutshof, heute Ortsteil des Bezirks Marzahn-Hellersdorf                                                         | 5. März 1985                                                            | Die Straße verläuft in Nord-Süd-Richtung zwischen Landsberger Chaussee und Hellersdorfer Straße. Sie wurde Mitte der 1920er Jahre benannt und hieß in ihrem nördlichen Teil bis zur Straße Alt-Hellersdorf Eichestraße (nach der Richtung zum Dorf Eiche), im südlichen Teil Kaulsdorfer Straße, ebenfalls nach der Richtung. 1937 wurden beide Straßen zur Hellersdorfer Straße zusammengefasst, die nun bis zur Hönower Straße im Ortsteil Kaulsdorf verlief (seit 1991: Heinrich-Grüber-Straße). Mit der Errichtung der neuen Großwohnbauten wurde der südliche Teil der Hellersdorfer Straße 1985 in ihrem Verlauf verändert und nach Nordosten zur Kreuzung mit der Stendaler/Riesaer Straße geführt. Der in Richtung Landsberger Chaussee verbleibende Teil erhielt den Namen Alte Hellersdorfer Straße. | Frühere Hellersdorfer Straße, 1986 · Historische Bauten in der alten Hellersdorfer Straße, 2011 |
| Altentreptower Straße (Lage)      | 0340 (im Ortsteil)                 | Altentreptow, Stadt in Mecklenburg-Vorpommern | 16. Juni 1989                                                           | Die Straße wurde im Zusammenhang mit dem Bau des S- und U-Bahnhofs Wuhletal angelegt. Sie verläuft vom Blumberger Damm in Biesdorf im Westen parallel zur S-Bahn-Trasse bis zur Parchimer Straße und setzt sich als Gülzower Straße fort. Der Abschnitt von der Brücke über die Wuhle bis zur Parchimer Straße liegt im Ortsteil. | |
| Am Baltenring (Lage)              | 0170 (im Ortsteil)                 | Balten, Sammelbezeichnung für die Bewohner von Ländern an der auch ‚Baltisches Meer‘ genannten Ostsee                                                                                             | 9. Nov. 1926                                                            | Nur der westliche Zipfel zwischen Lily-Braun-Straße und Uckermarkstraße (Hausnummern 1 und 74–83) gehört zum Ortsteil. | |
| Annaburger Straße (Lage)          | 0260                               | Annaburg, Stadt in Sachsen-Anhalt | 28. März 1997                                                           | Die Straße verbindet die Adele-Sandrock- mit der Louis-Lewin-Straße und setzt sich östlich als Forster Straße fort. | |
| Arneburger Straße (Lage)          | 0200                               | Arneburg, Stadt in Sachsen-Anhalt | 2. Apr. 2004                                                            | Zuerst war es ein Querarm der Stendaler Straße mit den Hausnummern 44–60 und 76–86 (gerade). Die von der Stendaler nach Osten abgehende Straße erschließt den Wohnbereich und erhielt einen eigenen Namen. | |
| Auerbacher Ring (Lage)            | 0440                               | Auerbach, Stadt in Sachsen | 9. Juni 1987                                                            | Der Auerbacher Ring zweigt in nördlicher Richtung von der Kreuzung Maxie-Wander-/Klingenthaler Straße ab und endet nach U-förmigem Verlauf an der Kreuzung Maxie-Wander-/Schneeberger Straße. | |
| Bansiner Straße (Lage)            | 0710                               | Bansin, Seebad auf Usedom, Mecklenburg-Vorpommern | 8. Okt. 1980                                                            | Die Bansiner Straße verläuft sehr verschlungen zwischen Ludwigsluster und Heringsdorfer Straße. Sie besitzt eine teilweise parallele Straßenführung (ein Arm gerade Hausnummern, ein weiterer die ungeraden). Diese Straße war ein Teil des zuerst angelegten und benannten Straßennetzes in der Großwohnsiedlung Hellersdorf. Dieser Abschnitt der Siedlung wurde von Rostocker und Schweriner Baufirmen errichtet. | |
| Bodo-Uhse-Straße (Lage)           | 0220                               | Bodo Uhse (1904–1963), Schriftsteller | 15. Juli 1986                                                           | Sie verbindet die Peter-Huchel- mit der Cecilienstraße in Nord-Süd-Richtung, außerdem besitzt sie einen Querarm. Auf der früheren Fläche einer Kita wurde unter Einbeziehung weiterer unbebauter Areale im Auftrag der Stadt-und-Land-Wohnbauten-Gesellschaft mit rund 106.000 Euro aus dem Förderprogramm Stadtumbau Ost der Stadtteilpark Bodo-Uhse-Straße auf 5617 Quadratmeter angelegt. 22 verschiedene Bäume wurden gepflanzt und einige künstliche Palmen aufgestellt, die dem neuen Park den Namen ,Palmenhof’ verliehen. Außerdem wurde entlang der Bodo-Uhse-Straße ein Garagenkomplex errichtet, dessen Äußeres mit Graffiti künstlerisch gestaltet wurde. | im Vordergrund: eine Garagenbox, dahinter ein Teil des Palmenhofs |
| Böhlener Straße (Lage)            | 1040                               | Böhlen, Stadt in Sachsen | 2. Juli 1987                                                            | Sie ist eine West-Ost-Straße zwischen Louis-Lewin-Straße und Mahlsdorfer Straße im Ortsteil Hönow der brandenburgischen Gemeinde Hoppegarten, nördlich parallel zur U-Bahn-Trasse, die hier zu ebener Erde bis zum U-Bahnhof Hönow verläuft. Westlich setzt sich die Böhlener Straße als Weißenfelser Straße fort. | |
| Boizenburger Straße (Lage)        | 0540                               | Boizenburg, Stadt in Mecklenburg-Vorpommern | 8. Okt. 1980                                                            | Der Boulevard ist eine in Nord-Süd-Richtung angelegte Straße (Sackgasse), die südlich auf der Ludwigsluster Straße endet. Etwa auf halber Länge besitzt sie einen Querarm, der die Parchimer mit der Gadebuscher Straße verbindet. Diese Straße ist Teil des zuerst angelegten und benannten Straßennetzes in der Großwohnsiedlung Hellersdorf. Im ,Grünen Haus’, Boizenburger Straße 52 befindet sich das ,Geomuseo Edelsteinplanet’. Die hier zusammengetragene Sammlung geht auf Initiativen des Geologen und Umweltberaters Herbert Schlegel zurück, der privat im Thüringer Wald an einer Goldwäsche teilgenommen hatte. Er wurde Mitglied im Verein ,Deutsche Gesellschaft für geologische Schüler- und Volksbildung’ und begann dann selbst in Berlin und Brandenburg nach Steinen, Mineralien und Fossilien zu suchen. Aus den zahlreichen geführten Exkursionen kamen rund 300 besondere Fundstücke zusammen, darunter ein Wirbelknochen eines eiszeitlichen Nashorns. Der Verein richtete auch das kleine Museum ein, das kostenlos besucht werden kann. | |
| Boulevard Kastanienallee (Lage)   | 1000                               | Boulevard, breiter bequemer Weg und Kastanien, Laubbäume | um 2000                                                                 | Der Boulevard Kastanienallee ist ein Fußgängerbereich, der im Norden an einer Fußgängerbrücke über die im offenen Einschnitt liegende U-Bahn-Trasse beginnt und im Süden an der Glauchauer Straße endet. Er ist beidseitig mit zahlreichen Kastanienbäumen bepflanzt. Um das Jahr 2000 erhielt er den Namenszusatz ,Boulevard’, um ihn von der nördlich der U-Bahn-Trasse verlaufenden Kastanienallee zu unterscheiden. In diesem bereits um 1987 angelegten Straßenstück gab es anfangs zahlreiche Geschäfte; seit der Eröffnung der Hellen Mitte im Jahr 1997 ist es eher ein Bereich für Spaziergänger und Radfahrer. | Ansicht auf den langen Boulevard von Norden her; Januar 2012 |
| Branitzer Karree (Lage)           | 0290                               | Branitz, Ortsteil von Cottbus mit Landschaftspark + Karree: rechteckige Anordnung der Gebäude / Straßen                                                                                           | 3. Juli 2006 Die Feier zur Namensvergabe fand am 25. August 2006 statt. | Sie ist eine viereckig geführte Straße, von neuen Wohngebäuden flankiert, die eine Grünanlage umschließen. Das Branitzer Karree verläuft von der Schwarzheider zur Annaburger Straße. Ein kurzes Stück war bereits 1988 vorhanden und bildete einen Zipfel der Forster Straße ohne eigene Benennung. | Branitzer Karree vom Nordwesten her |
| Branitzer Straße (Lage)           | 0270                               | Branitz, Ortsteil von Cottbus mit Landschaftspark | 9. Juni 1987                                                            | Sie verbindet die Schönewalder mit der Louis-Lewin-Straße. | Branitzer Straße |
| Brigitte-Reimann-Straße (Lage)    |                                    | Brigitte Reimann (1933–1973), Schriftstellerin | 24. Sep. 2021                                                           | Sie verbindet die Zossener Straße mit dem Havelländer Ring. | |
| Carola-Neher-Straße (Lage)        | 1110                               | Carola Neher (1900–1942), Schauspielerin, Opfer des Stalinismus | 10. Juni 1992                                                           | Sie ist eine halbkreisförmig verlaufende und sich gabelnde Straße zwischen Etkar-André-Straße und der Ortsteilgrenze zu Kaulsdorf. Sie setzt sich dort als Uckermarkstraße fort. In Höhe der Hausnummer 68 hat sie einen Abzweig zur Klingenthaler Straße. Sie hieß 1986 bis 1992 Erwin-Kramer-Straße. | |
| Cecilienplatz (Lage)              | 0340 × 100 (langgezogenes Dreieck) | anliegende Cecilienstraße | 1997                                                                    | Der Platz erhielt 1997 seinen Namen und wurde offiziell 2006 in Karten und Dokumenten eingetragen. Auf dem nicht klar abgegrenzten Platz stehen drei zwölfgeschossige Punkthäuser und auch das Bahnhofsgebäude befindet sich auf dem Platzareal. Im Zentrum wurde eine parkähnliche Wasserlandschaft errichtet. Der westliche Bereich ist ein Auto-Parkplatz am U-Bahnhof Kaulsdorf-Nord. An einigen Hauseingängen des Platzes, die jedoch die Adresse Cecilienstraße haben, wurden im Jahr 1998 verfremdete Skulpturen als Hauszeichen angebracht. Sie stammen von César Othagaray und stellen u. a. ein ,Teufelchen’ (Nr. 230), eine ,Artistin’ (Nr. 232) und eine weibliche Figur, offiziell ,ohne Titel’ (Nr. 234) dar. | Hauszeichen an der Cecilienstr. 232 / Cecilienplatz |
| Cecilienstraße (Lage)             | 1000 (im Ortsteil)                 | Cecilie zu Mecklenburg (1886–1954), preußische Kronprinzessin | 1910 (mit Unterbrechung)                                                | Sie ist eine zwischen zwei benachbarten Dörfern angelegte Verbindungsstraße, die zunächst Straße 14 hieß. Den Namen der preußischen Adligen Cecilie trug sie bis 1984, danach wurde der mit Wohnblöcken erweiterte Straßenzug in Albert-Norden-Straße nach dem DDR-Politiker Albert Norden neu benannt. Der Senatsbeschluss zur Umbenennung von Straßennamen führte 1992 zur Wiedervergabe des vorherigen Namens. Der größere Teil der Straße liegt in Berlin-Biesdorf. Die Skulptur auf dem Bild ist elf Meter hoch und besteht aus Stahl und Kunststoff, sie steht auf dem Gelände der Feuerwache Hellersdorf und trägt den Titel Helfen zwischen Himmel und Erde. Sie wurde von Wang Fu zu einem Einladungswettbewerb der Berliner Feuerwehr entworfen und mit dem ersten Preis ausgezeichnet. Sie symbolisiert eine Flamme an einer Leiter und markiert gleichzeitig die Ortsteilgrenze zwischen Hellersdorf und Marzahn. | Kunst an der Cecilienstraße auf dem Gelände der Feuerwache Hellersdorf · Cecilienstraßenbrücke über der U-Bahn-Trasse |
| Clara-Zetkin-Platz (Lage)         | 0120 × 60 (oval)                   | Clara Zetkin (1857–1933), Politikerin | 13. Juni 1997                                                           | Der regelmäßig angelegte und kunstvoll bepflanzte Schmuckplatz erstreckt sich südlich des Teterower Ringes bis zum Clara-Zetkin-Weg. In der Mitte gibt es einen runden Springbrunnen, der von einem Streifen kleiner Granitsteine eingefasst ist. | |
| Clara-Zetkin-Weg (Lage)           | 0160                               | gemäß dem bereits zuvor angelegten Clara-Zetkin-Platz | 1. Jan. 2000                                                            | Der Fußweg zwischen Ludwigsluster Straße und Teterower Ring war bei der Anlage des Straßensystems um den U-Bahnhof Hellersdorf namenlos. Er tangiert den Clara-Zetkin-Platz. Auf der Platzseite befindet sich die Schwimmhalle Kaulsdorf auf einem kleinen Hügel. | |
| Cottbusser Platz (Lage)           | 0160 × 100                         | Cottbus, Stadt in Brandenburg | 5. März 1985                                                            | Der Platz wird von der Spremberger Straße (zwei Seiten), der Cottbusser Straße und der Hellersdorfer Straße umschlossen; eine Verbindung zur Cottbusser Straße trägt auch die postalische Bezeichnung Cottbusser Platz. Er ist Namensgeber für den nahe gelegenen U-Bahnhof Cottbusser Platz. Auf ihm stehen verschiedene gesellschaftliche Bauten und Einkaufsgebäude, so dass er als Platz im engeren Sinne kaum wahrgenommen wird. Seine Grenzen sind damit auch eher fließend. | Interessant gestaltetes Verwaltungsgebäude am Cottbusser Platz |
| Cottbusser Straße (Lage)          | 0800                               | Cottbus, Stadt in Brandenburg | 5. März 1985                                                            | Die in West-Ost-Richtung angelegte Straße ist die Fortsetzung der Gothaer Straße östlich der Alten Hellersdorfer Straße und verbindet diese mit der Janusz-Korzcak-Straße. Sie besitzt zahlreiche Querarme. In der Nummer 23 befindet sich die Wolfgang-Amadeus-Mozart-Schule (Gemeinschaftsschule im offenen Ganztagsbetrieb). | |
| Döbelner Straße (Lage)            | 0650                               | Döbeln, Stadt in Sachsen | 8. Juli 1987                                                            | Die Straße verläuft in West-Ost-Richtung zwischen Nossener Straße und Paul-Levi-Platz. | |
| Ehm-Welk-Straße (Lage)            | 0490                               | Ehm Welk (1884–1966), Schriftsteller | 11. Feb. 1983                                                           | Sie ist eine östlich des Kummerower Ringes herumgeführte Erschließungsstraße. | |
| Eilenburger Straße (Lage)         | 0260                               | Eilenburg, Stadt in Sachsen | 2. Juli 1987                                                            | Die Eilenburger Straße verläuft abgeknickt zwischen Gohliser und Böhlener Straße. An ihr liegen zwei Schulen, die ,Schule am Mummelsoll’ (Mummel = gelbe Teichrose, Soll = kleiner Teich) und die ,Bücherwurm-Grundschule am Weiher’ (Bild, linke Seite). | Eilenburger Str. mit den beiden Schulen |
| Eisenacher Straße (Lage)          | 0700 (im Ortsteil)                 | Eisenach, Stadt in Thüringen | 5. März 1985                                                            | Die um 1900 vorhandene Marzahner Straße und der zirka 1951 angelegte Hellersdorfer Weg wurden 1985 zu einem durchgängigen Straßenzug zusammengefasst. Diese verkehrsreiche Straße verläuft zwischen Bärensteinstraße, über den Blumberger Damm im Ortsteil Marzahn und über die Gothaer Straße bis zur Alten Hellersdorfer Straße. Sie führt über die Wuhle, die gleichzeitig die Grenze zwischen Marzahn und Hellersdorf bildet. An der Eisenacher Straße liegen die Gärten der Welt mit einem Eingang auf Marzahner Gebiet. Besonders auffällig sind die drei überlebensgroßen Figuren aus Aluminium auf den Flachdächern von zwei Hochhäusern auf der Südseite (Nummer 61 und 63), die als ,Himmelsnaher Balanceakt’ bezeichnet werden. Das Kunstwerk ist eine symbolhafte Darstellung des täglichen Miteinanders der Menschen, von der Wohnungsbaugesellschaft Hellersdorf (WoGeHe) bei dem Künstler Hubertus von Goltz in Auftrag gegeben. Die Flachfiguren stehen dort seit der abgeschlossenen Sanierung der Wohngebäude im Jahr 1998.                      | ,Balanceakt’ auf den Hochhäusern an der Eisenacher Straße |
| Elfriede-Brüning-Straße (Lage)    |                                    | Elfriede Brüning (1910–2014), Schriftstellerin | 26. Aug. 2022                                                           | Sie verbindet die Eva-Strittmatter- mit der Sarah-Kirsch-Straße. | |
| Erich-Kästner-Straße (Lage)       | 0700                               | Erich Kästner (1899–1974), Schriftsteller | 25. Juni 1992                                                           | Die Erstbezeichnung bei der Anlage des Straßensystems im Jahr 1986 war Waldemar-Schmidt-Straße, zu Ehren des SED-Politikers Waldemar Schmidt. Der Name wurde nach der Wende auf Festlegung des Senats von Berlin geändert. – Der zweifach abgewinkelte Verkehrsweg verläuft zwischen der Neuen Grottkauer in der Nähe des gleichnamigen U-Bahnhofs und dem Straßenzug Peter-Huchel-Straße/Iselbergstraße. In der Straße ist im Juni 2025 ein neues Gymnasium mit einer Dreifeld-Sporthalle übergeben worden. Es entstand in nachhaltiger Bauweise mit vorgefertigter Holzfassade, begrünten Dächern und Photovoltaikanlagen auf den Dachflächen. | |
| Ernst-Bloch-Straße (Lage)         | 0700                               | Ernst Bloch (1885–1977), Philosoph | 4. Juni 1992                                                            | Sie ist eine Erschließungsstraße für ein Wohnkarree, die nordwärts von der Gülzower Straße abgeht, sich dann mehrfach verschlungen bis zur östlichen Ortsteilgrenze hinzieht. Bei ihrer Erstanlage 1986 hieß sie Albert-Schreiner-Straße nach dem kommunistischen Politiker und Historiker Albert Schreiner. An einigen Hausnummern dieser Straße setzt sich die Anbringung von Hauszeichen wie am Cecilienplatz fort. Hier wurden von César Othagaray aus metallverstärktem Kunstharz eine ,Französische Raupe’ (Nr. 24), ein ,Liebespaar’ (Nr. 34) und eine ,Affenfrau’ (Nr. 35) gestaltet. | |
| Etkar-André-Straße (Lage)         | 0410                               | Etkar André (1894–1936), Politiker, Widerstandskämpfer | 15. Juli 1986                                                           | Sie ist eine zwischen Neue Grottkauer Straße und Maxie-Wander-Straße verlaufende abgewinkelte Wohngebietsstraße. Am südlichen Ende in der Nähe des U-Bahnhofs Grottkauer Straße befindet sich das Einkaufszentrum Hellersdorfer Corso, an ihrem Knick und der Einmündung der Carola-Neher-Straße steht das ,Kulturforum Hellersdorf’ (Bild). | |
| Eva-Strittmatter-Straße (Lage)    |                                    | Eva Strittmatter (1930–2011), Schriftstellerin | 26. Aug. 2022                                                           | Die Straße zweigt in westlicher Richtung von der Kastanienallee ab. | |
| Feldberger Ring (Lage)            | 0820                               | Feldberg, Ortsteil der Gemeinde Feldberger Seenlandschaft in Mecklenburg-Vorpommern | 11. Feb. 1983                                                           | Der Ring ist eine ringförmig angelegte Straße östlich der Hellersdorfer Straße am U-Bahnhof Kienberg (Gärten der Welt); die Nordseite grenzt an den Jelena-Santic-Friedenspark. In der Mitte ist der Ring über eine Querverbindung aufgeteilt. An seinem westlichen Bogen schließt sich die Straße Sonnenkieker an. | |
| Fercher Straße (Lage)             | 0420                               | Ferch, Ortsteil der Gemeinde Schwielowsee in Brandenburg | 22. Juli 1987                                                           | Sie verläuft zwischen Kyritzer und Gothaer Straße in West-Ost-Richtung mit einem Nordarm. Dieser endet an einem Spielplatz als Sackgasse. Auffällig ist ein Komplex von Autogaragen auf der Südseite der Straße, die mit bunten Sprüchen und Bildern durch einen Graffiti-Künstler gestaltet wurden. | |
| Forster Straße (Lage)             | 0260                               | Forst, Kreisstadt in Brandenburg | 9. Juni 1987                                                            | Diese winklig geführte Straße verbindet die Louis-Lewin-Straße mit der Kaulsdorfer Straße; sie setzt sich an ihrem südlichen Ende im brandenburgischen Hönow als Am Berge fort. Entlang der Stadtgrenze verläuft hier ein unbenannter Entwässerungsgraben. | |
| Fritz-Lang-Platz (Lage)           | 040 × 40                           | Fritz Lang (1890–1976), österreichisch-amerikanischer Filmregisseur | 20. Nov. 1995                                                           | Dieser Grünplatz stellt einen regelmäßigen Rhombus dar, der an den Rändern mit einer Doppelreihe Laubbäume bepflanzt ist, die Mitte lädt mit Bänken und einem Wasserbassin zum Verweilen ein. Zusammen mit dem nordwestlich anschließenden Kurt-Weill-Platz und dem südöstlich anschließenden Alice-Salomon-Platz ist ein belebtes Ortsteilzentrum entstanden. Einige der in den 1990er Jahren errichteten geschlossenen Wohnblöcke und Handelseinrichtungen haben begrünte Dachbereiche. | Fritz-Lang-Platz, Gesamtansicht · Künstlicher Baum im Zentrum des Platzes |
| Fritz-Lang-Straße (Lage)          | 0140                               | Fritz Lang (1890–1976), österreichisch-amerikanischer Filmregisseur | 20. Nov. 1995                                                           | Sie ist ein Teil des in den 1990er Jahren entstandenen Straßennetzes um das neue Stadtteilzentrum Helle Mitte, das nach Künstlern benannt wurde. Sie verbindet die Henny-Porten-Straße im Norden mit der Hellersdorfer Straße im Süden. | |
| Frohburger Straße (Lage)          | 0180                               | Frohburg, Stadt in Sachsen | 31. Juli 1998                                                           | Der Nord-Süd-Verkehrsweg verbindet die Riesaer Straße mit der Döbelner Straße und wurde in den 1990er Jahren angelegt. | |
| Gadebuscher Straße (Lage)         | 0200                               | Gadebusch, Stadt in Mecklenburg-Vorpommern | 8. Okt. 1980                                                            | Der Verkehrsweg läuft zunächst von der Ludwigsluster Straße nordwärts und knickt dann nach Osten zur Lion-Feuchtwanger-Straße ab. Er ist Teil des zuerst angelegten und benannten Straßennetzes der Großwohnsiedlung Hellersdorf. | |
| Gadebuscher Weg (Lage)            | 0120                               | Gadebusch, Stadt in Mecklenburg-Vorpommern | 1. Jan. 2000                                                            | Der Fußweg verbindet die Boizenburger Straße im Westen mit der Gadebuscher Straße im Osten, er erhielt 20 Jahre nach der Anlage der Gadebuscher Straße seine eigene Bezeichnung. | Gadebuscher Weg an einer Schule, rechte Seite: ein Schulgarten |
| Geithainer Straße (Lage)          | 0220                               | Geithain, Stadt in Sachsen | 30. Sep. 1992                                                           | Der neu vergebene Straßenname entstand aus den verästelten Erschließungsstraßen der Leisniger und Riesaer Straße unter Beibehaltung der Hausnummern. Sie verbindet den Paul-Levi-Platz im Westen mit der Riesaer Straße im Norden. In dieser Straße befindet sich die ,Konrad-Wachsmann-Oberschule’. | |
| Glauchauer Straße (Lage)          | 0220 (im Ortsteil)                 | Glauchau, Stadt in Sachsen | 9. Juni 1987                                                            | Diese Straße verbindet die Nossener Straße über das südliche Ende des Boulevard Kastanienallee mit der Grottkauer Straße; 75 Meter liegen außerhalb des Ortsteils und verlaufen durch die Stadtrandsiedlung Hellersdorf. An der Glauchauer Straße 7 befindet sich das 1991 fertiggestellte ,Evangelische Gemeindezentrum Hellersdorf’ mit der ,TheaterSpielGemeinde e. V.’, Treffs für Junge Christen und weiteren Aktivitätsangeboten. | |
| Gohliser Straße (Lage)            | 0660                               | Gohlis, Stadtteil von Leipzig | 2. Juli 1987                                                            | Die Straße im Nordostbereich des Ortsteils verläuft abgeknickt zwischen Torgauer Straße im Nordwesten und Böhlener Straße im Südosten und hat einen Querarm. Im östlichen Bereich verfügt sie über eine durch einen schmalen Grünstreifen abgetrennte Fahrbahn als Zufahrt zu den Parkplätzen vor den Wohnhäusern. | |
| Gothaer Straße (Lage)             | 0620                               | Gotha, Kreisstadt in Thüringen | 5. März 1985                                                            | Die Straße verläuft U-förmig westlich der Alten Hellersdorfer Straße, von der sie im Norden und Süden abzweigt. Der südliche Anschluss führt ostwärts als Cottbusser Straße weiter. | Blick in den mittleren Bereich der Gothaer Straße |
| Gülzower Straße (Lage)            | 1220 (im Ortsteil)                 | Gülzow, Ort in Pommern, heute Golczewo in Polen | 9. Juni 1933                                                            | Die Straße bildet die südwestliche Grenze des Ortsteils, zu Hellersdorf gehört lediglich der Abschnitt zwischen Finsterberger und Heinrich-Grüber-Straße (Ortsteil Kaulsdorf). Die Hausnummernbereiche 15 sowie 76–105 gehören zu Hellersdorf, die übrigen (2–74) zu Kaulsdorf. Vor der offiziellen Namensvergabe war sie die Straße 90. | |
| Gut Hellersdorf (Lage)            |                                    | Gut Hellersdorf nach der Ortslage | 26. Aug. 2022                                                           | Die Straße verbindet die Straße Alt-Hellersdorf mit der Sarah-Kirsch-Straße. | |
| Havelländer Ring (Lage)           | 1060                               | Havelland, Region in Brandenburg | 5. März 1985                                                            | Diese in Rechteckform verlaufende Straße dockt östlich an die Kastanienallee an und umschließt eine S-förmig gebaute Wohnanlage. Von den früheren zwei Schulen ist eine inzwischen abgerissen. Außerdem gibt es hier unter Hausnummer 40 die im Jahr 2004 gegründete ,Evangeliums-Christen-Gemeinde’ (ECG). Der Sitz der ECG entstand durch Umbau der früheren Wohngebietsgaststätte Zur alten Schäferei. Deren Fassaden sind mit Schäfermotiven aus Keramik von Elena von Martens geschmückt, die 1988 fertig gestellt wurden. Im Garten der Anlage gibt es weiteren Schmuck von Sigrun Pfitzenreuter (Terrakottastelen ,Lustige Böcke’). Im Mai 2007 wurden die westlichen Verbindungsstücke zur Kyritzer Straße / Neuruppiner Straße in den Havelländer Ring einbezogen. | Begegnungsstätt der Evangeliums-Christengemeinde |
| Heidenauer Straße (Lage)          | 0500                               | Heidenau, Stadt in Sachsen | 9. Juni 1987                                                            | Sie ist eine mehrfach abgewinkelte Straße, mit einem Arm zwischen Riesaer und Mark-Twain-Straße. Im Haus Nummer 10 hat sich die „Kiste“ etabliert, ein kleiner Kulturtreff für Musik und Gesang. | |
| Hellersdorfer Promenade (Lage)    | 060                                | Hellersdorf, ein im 14. Jahrhundert in der Mark Brandenburg entstandenes Dorf mit Gutshof, heute Ortsteil des Bezirks Marzahn-Hellersdorf                                                         | 2. Apr. 2004                                                            | Der geradlinig verlaufende Fußgängerweg in Nord-Süd-Richtung zwischen einem Querarm der Stendaler und Tangermünder Straße weist beidseitig Ladengeschäfte aufweist. Ihre südliche Fortsetzung findet die Promenade in der Lyonel-Feininger-Straße. Die Hellersdorfer Promenade soll auch als ,City-Meile’ bekannt sein. Die Promenade mit den angrenzenden Straßen wurde in den 2000er Jahren mit Fördergeldern des Landes Berlin aufgewertet, um die entstandenen sozialen Probleme etwas zu verringern. | Hellersdorfer Promenade |
| Hellersdorfer Straße (Lage)       | 2700 (im Ortsteil)                 | Hellersdorf, ein im 14. Jahrhundert in der Mark Brandenburg entstandenes Dorf mit Gutshof, heute Ortsteil des Bezirks Marzahn-Hellersdorf                                                         | 5. März 1985 (in der heutigen Trassierung)                              | Die verkehrsreiche Straße verläuft in Nordost-Südwest-Richtung, in großen Teilen parallel zur U-Bahn-Trasse. Sie beginnt im Nordosten am Straßenzug Stendaler/Riesaer Straße, südlich endet sie an der Heinrich-Grüber-Straße (bereits im Ortsteil Kaulsdorf). Ab August 1910 hieß nur der heutige südliche 400 Meter lange Bereich zwischen Gülzower und Heinrich-Grüber-Straße nach der Richtung: Hellersdorfer Straße. Die Verlängerung der Straße in Richtung Hellersdorf bis zur heutigen Alten Hellersdorfer Straße war bis 1942 noch unbenannt. Danach ging der Name auf den gesamten Verkehrsweg bis zur Landsberger Chaussee im Norden über. 1985 wurde der nördliche Teil bis zur Landsberger Chaussee abgetrennt und in Alte Hellersdorfer Straße umbenannt. Die Hellersdorfer Straße wurde in nordöstlicher Richtung bis zur Stendaler/Riesaer Straße weitergeführt. An der Hellersdorfer Straße 179 wurde eine DDR-Museumswohnung eingerichtet, die mit Original-Möbeln ausgestattet ist und den alten Grundriss des Wohnungstyps WBS 70 zeigt.       | Hellersdorfer Straße im Sommer 2011 · Hellersdorfer Straße mit dem Spreecenter links im Vordergrund |
| Henny-Porten-Straße (Lage)        | 0240                               | Henny Porten (1890–1960), Schauspielerin | 20. Nov. 1995                                                           | Sie ist ein Teil des in den 1990er Jahren entstandenen Straßennetzes östlich und westlich der Stendaler Straße, das nach Künstlern benannt wurde. Die West-Ost-Trasse beginnt am Kurt-Weill-Platz (Kastanienallee) und geht am östlichen Ende in die Quedlinburger Straße über. | |
| Heringsdorfer Straße (Lage)       | 0320                               | Heringsdorf, Seebad auf Usedom in Mecklenburg-Vorpommern | 1. Jan. 2000                                                            | Der leicht abgewinkelte West-Ost-Straßenzug verläuft zwischen Lion-Feuchtwanger- und Ludwigsluster Straße. | |
| Hermsdorfer Straße (Lage)         | 0660                               | Hermsdorf, Stadt in Thüringen | 9. Juni 1987                                                            | Sie verbindet einen kurzen Südarm der Riesaer Straße mit der Heinrich-Grüber-Straße im Ortsteil Kaulsdorf und ist mehrfach abgewinkelt. In dieser Straße befindet sich einer der beiden Eingänge zum Naturschutzgebiet Schleipfuhl. | |
| Hoyerswerdaer Straße (Lage)       | 0680                               | Hoyerswerda, Stadt in Sachsen | 9. Juni 1987                                                            | Die Straße geht von der Louis-Lewin-Straße nach Osten ab, verläuft in der Form eines halben Schirmes mit einer Schlaufe. Sie stellt das Pendant zur Albert-Kuntz-Straße dar, die an gleicher Stelle nach Westen abgeht und etwa den spiegelbildlichen Verlauf nimmt. | |
| Ingeborg-Feustel-Straße (Lage)    |                                    | Ingeborg Feustel (1926–1998), Schriftstellerin | 26. Aug. 2022                                                           | Sie verbindet die Eva-Strittmatter- mit der Sarah-Kirsch-Straße. | |
| Jänschwalder Straße (Lage)        | 0130                               | Jänschwalde, Gemeinde in Brandenburg | 9. Juni 1987                                                            | Die Straße verläuft von der Louis-Lewin-Straße im Westen bis zur Stadtgrenze im Osten, wo sie in den Straßenzug An der Schutzbepflanzung / Kaulsdorfer Straße übergeht, der größtenteils bereits zu Hönow gehört. | |
| Janusz-Korczak-Straße (Lage)      | 0600                               | Janusz Korczak (1878–1942), polnischer Arzt und Pädagoge, Opfer des Nationalsozialismus | 20. Nov. 1995                                                           | Die Straße verläuft von der Hellersdorfer Straße zunächst nach Norden, knickt in Höhe des Kurt-Weill-Platzes rechtwinklig nach Osten ab und endet am Naumburger Ring. An der Janusz-Korczak-Straße 32 befindet sich die Agentur für Arbeit Marzahn-Hellersdorf. | |
| Jenaer Straße (Lage)              | 0450                               | Jena, Stadt in Thüringen | 9. Juni 1987                                                            | Sie führt von der Riesaer Straße südwärts und geht an der Grenze zum Ortsteil Kaulsdorf als Heinrich-Grüber-Straße weiter. In dieser Straße befindet sich einer der beiden Eingänge zum Naturschutzgebiet Schleipfuhl. | Jenaer Straße im hinteren Bereich des eh. Rathauskomplexes |
| Jerichower Straße (Lage)          | 0290                               | Jerichow, Stadt in Sachsen-Anhalt | 2. Apr. 2004                                                            | Sie verläuft zwischen der Stendaler Straße und der Hellersdorfer Promenade in West-Ost-Richtung mit einem Querarm zur Erschließung des Wohngebietes. Vorher war sie ein Teil der Stendaler Straße. | |
| Johannes-Bobrowski-Straße (Lage)  | 0240                               | Johannes Bobrowski (1917–1965), Schriftsteller | 9. Juni 1987                                                            | Die Straße nimmt einen abgewinkelten Verlauf zwischen Martin-Riesenburger- und Lichtenhainer Straße. Sie umschließt einen großzügig und mit Tobemöglichkeiten ausgestatteten Innenhof. | |
| John-Heartfield-Straße (Lage)     | 0540                               | John Heartfield (1891–1968), Grafiker, Fotomontagekünstler | 15. Juli 1986                                                           | Die Verbindung zwischen Carola-Neher- und Etkar-André-Straße wird etwa in der Mitte von einem platzähnlichen Querbereich unterbrochen. An der Einmündung in die Etkar-André-Straße stehen vor einer kleinen Grünanlage die Kunstobjekte ,Keramische Sitzelemente’. Sie wurden von Martin Enderlein und Andreas Rauch im Auftrag des Bezirksamts Marzahn-Hellersdorf angefertigt und im Jahr 2005 hier aufgestellt. | |
| Kastanienallee (Lage)             | 0890                               | Kastanien, Laubbäume | vor 1926                                                                | Die fast geradlinig in Nord-Süd-Richtung angelegte Straße soll schon in früheren Jahrhunderten als Verbindung zwischen Mahlsdorf und Eiche vorhanden gewesen sein, eine namentliche Erwähnung konnte erstmals auf einer Karte von 1926 nachgewiesen werden. Auf einem Berliner Stadtplan von 1954 ist sie ebenfalls eingezeichnet. Die mit Kastanien gesäumte Straße verläuft zwischen Zossener Straße und Hellersdorfer Straße und besitzt viele Querarme zur Erschließung. Sie wurde 1993 als Autostraße auf den nördlichen Bereich verkürzt. Der südliche Bereich erhielt die neue Bezeichnung Boulevard Kastanienallee. Im Haus Nummer 59 befindet sich das Kinderforschungszentrum „Helleum“. Das ist ein Gemeinschaftsprojekt zwischen der Senatsbildungsverwaltung, dem Bezirksamt und der Alice-Salomon-Hochschule und wurde am 14. Januar 2014 als herausragende „Bildungsidee“ im Rahmen des Bundeswettbewerbs Ideen für die Bildungsrepublik ausgezeichnet.                                                                                             | Giebelbild Kastanienallee Ecke Cottbusser Straße |
| Klausdorfer Straße (Lage)         | 0400                               | Klausdorf, Ortsteil der Gemeinde Am Mellensee in Brandenburg | 22. Juli 1987                                                           | Die Straße verbindet die Alte Hellersdorfer Straße mit der Zossener Straße. Hier gibt es seit 1994 das interkulturelle Zentrum ,Babylon’, das durch Umbau einer früheren Kita entstanden ist. Deren Haupteingang befindet sich jedoch in der Stephan-Born-Str. 4. | |
| Klingenthaler Straße (Lage)       | 0440                               | Klingenthal, Stadt in Sachsen | 9. Juni 1987                                                            | Die Klingenthaler Straße verläuft in Nordost-Südwest-Richtung zwischen Maxie-Wander- und Glauchauer Straße. | |
| Kokoschkaplatz (Lage)             | 030 (Durchmesser)                  | anliegende Kokoschkastraße | um 2001                                                                 | Er ist ein begrünter Kreisverkehrsplatz und trennt die Kokoschkastraße in einen Nord- und einen Südbereich. Die Peter-Weiss-Gasse tangiert den Platz. | |
| Kokoschkastraße (Lage)            | 0220                               | Oskar Kokoschka (1886–1980), österreichischer Maler und Schriftsteller | 19. Jan. 1996                                                           | Sie gehört zu dem in den 1990er Jahren entstandenen Straßennetz östlich und westlich der Stendaler Straße, das nach Künstlern benannt wurde. Sie verläuft zwischen Quedlinburger Straße und der Nelly-Sachs-Straße über den Kokoschkaplatz. | |
| Koserower Straße (Lage)           | 0220                               | Koserow, Gemeinde in Mecklenburg-Vorpommern | 1. Jan. 2000                                                            | Der leicht abgewinkelte West-Ost-Straßenzug verläuft zwischen Lion-Feuchtwanger- und Ludwigsluster Straße. | |
| Kummerower Ring (Lage)            | 0740                               | Kummerow, Gemeinde in Mecklenburg-Vorpommern | 11. Feb. 1983                                                           | Die Straße ist eine ringförmige Wohngebietserschließungsstraße westlich der Hellersdorfer Straße. Der Ring ist mittels einer Querverbindung mittig aufgeteilt. An seinem westlichen Bogen schließt sich die Straße Sonnenkieker an. | |
| Kurt-Weill-Gasse (Lage)           | 0180                               | Kurt Weill (1900–1950), Komponist | 20. Nov. 1995                                                           | Sie ist ein Teil des in den 1990er Jahren entstandenen Straßennetzes östlich und westlich der Stendaler Straße, das nach Künstlern benannt wurde. Die Gasse durchschneidet das urbane Zentrum von Hellersdorf in Nord-West-/ Süd-Ost-Richtung zwischen Janusz-Korczak-Straße und der Rückseite des Rathauses Marzahn-Hellersdorf am Alice-Salomon-Platz und tangiert dabei den Fritz-Lang-Platz. | Kurt-Weill-Gasse, vom Alice-Salomon-Platz am Rathaus abgehend |
| Kurt-Weill-Platz (Lage)           | 040 × 40                           | Kurt Weill (1900–1950), Komponist | 20. Nov. 1995                                                           | Der Platz ist eine naturbelassene Grünfläche (siehe Bild). Er wurde um das Jahr 2000 von einem inzwischen insolventen Immobilienunternehmen erworben, das ihn als Stadtplatz gestalten lassen sollte. Das Grünflächenamt hat 2008 mit Mitteln der Senatsverwaltung für Stadtentwicklung den Platz am Rande mit Bäumen bepflanzen und Bänke aufstellen lassen. Im Jahr 2012 wurden die Wege mit Gehwegplatten befestigt. | |
| Kyritzer Straße (Lage)            | 0890                               | Kyritz, Stadt in Brandenburg | 22. Juli 1987                                                           | Der U-förmig angelegte Verkehrsweg zwischen Eisenacher und Gothaer Straße hat am nordöstlichen Ende eine Abzweigung in West-Ost-Richtung, die nach Überquerung der Alten Hellersdorfer Straße als Sackgasse endet. | |
| Leisniger Straße (Lage)           | 0320                               | Leisnig, Stadt in Sachsen | 28. Juli 1989                                                           | Der Nord-Süd-Verkehrsweg verbindet die Riesaer Straße mit dem Waldheimer Ring und wurde aus vorherigen Abschnitten der Döbelner Straße neu bezeichnet. Er tangiert den Paul-Levi-Platz. | |
| Lichtenhainer Straße (Lage)       | 0650                               | Lichtenhain, Ortsteil der Stadt Sebnitz in Sachsen | 9. Juni 1987                                                            | In der Richtung dieser Straße (Nord-Süd) verlief noch 1988 die Berliner Stadtgrenze, die östlich davon liegenden Straßen wie Albert-Kuntz-Straße oder Oschatzer Straße gehörten zum Kreis Strausberg. Sie ist zweifach abgewinkelt und damit etwas versetzt angelegt zwischen der Sebnitzer und der Riesaer Straße. | |
| Lil-Dagover-Gasse (Lage)          | 0110                               | Lil Dagover (1887–1980), Schauspielerin und Tänzerin | 20. Nov. 1995                                                           | Die Gasse ist ein Teil des in den 1990er Jahren entstandenen Straßennetzes östlich und westlich der Stendaler Straße, das nach Künstlern benannt wurde. Sie verläuft in Südwest-Nordost-Richtung zwischen dem Fritz-Lang-Platz und der Janusz-Korczak-Straße Ecke Stendaler Straße. | |
| Lili-Grün-Weg (Lage)              |                                    | Lili Grün (1904–1942), österreichische Schriftstellerin, Opfer des Holocaust | 30. Aug. 2017                                                           | Der Weg zweigt in östlicher Richtung von der Carola-Neher-Straße ab und verbindet sie mit dem Lin-Jaldati-Weg. | Bild gesucht Die Wikipedia wünscht sich an dieser Stelle ein Bild vom Ort mit diesen Koordinaten 52.5295 13.6 . Weitere Infos zum Motiv findest du vielleicht auf der Diskussionsseite . Falls du dabei helfen möchtest, erklärt die Anleitung , wie das geht. BW |
| Lily-Braun-Straße (Lage)          | 0680                               | Lily Braun (1865–1916), Schriftstellerin, Frauenrechtlerin | 4. Juni 1992                                                            | Bei der erstmaligen Bezeichnung 1986 war es die Wilhelm-Koenen-Straße nach dem DDR-Politiker Wilhelm Koenen. Der Nord-Süd-Straßenzug zwischen Erich-Kästner- und Gülzower Straße besitzt einen östlichen Arm bis zur Kolonie Iselbergweg (im Ortsteil Kaulsdorf). An einigen Hausnummern dieser Straße setzt sich die Anbringung von Hauszeichen wie am Cecilienplatz fort. Hier wurden von César Othagaray eine ,Tänzerin’ (Nr. 17) und ,ohne Titel’ (Nr. 77) gestaltet. | |
| Lin-Jaldati-Weg (Lage)            | 080                                | Lin Jaldati (1912–1988), Sängerin | 3. Juli 2016                                                            | Der Weg zweigt in südlicher Richtung von der Carola-Neher-Straße ab und verbindet sie mit dem Lili-Braun-Weg. | Lin-Jadalti-Weg, 12619 Berlin-Bezirk Marzahn-Hellersdorf |
| Lion-Feuchtwanger-Straße (Lage)   | 0580                               | Lion Feuchtwanger (1884–1958), Schriftsteller, emigrierte in der NS-Zeit | 8. Okt. 1980                                                            | Die zwischen Clara-Zetkin-Platz (im Norden) und Gülzower Straße (im Süden) verlaufende Trasse setzt sich südlich als Gutenbergstraße im Ortsteil Kaulsdorf fort. Diese Straße gehört zu dem bei der Errichtung der Großwohnsiedlung Hellersdorf zuerst angelegten und benannten Straßennetz. | Blick auf den Giebel eines rückgebauten Plattenwohnhauses |
| Lion-Feuchtwanger-Weg (Lage)      | 080                                | Lion Feuchtwanger (1884–1958), Schriftsteller | 1. Jan. 2000                                                            | Er ist die nördliche Fortsetzung der gleichnamigen Straße und führt bis zum Teterower Ring. Seitlich an dem Weg befindet sich ein Tobeplatz. | |
| Louis-Lewin-Straße (Lage)         | 1660                               | Louis Lewin (1850–1929), Mediziner, Toxikologe | 1. Juni 1992                                                            | Bei der Erstbenennung 1987 hieß sie Paul-Verner-Straße nach dem DDR-Politiker Paul Verner. Sie ist eine Hauptverkehrsstraße zwischen der Berliner Straße im Ortsteil Hönow der brandenburgischen Gemeinde Hoppegarten im Norden und der Riesaer Straße im Süden, wo sie sich als Leisniger Straße fortsetzt. Nach etwa einem Drittel ihrer Länge überquert sie am U-Bahnhof Louis-Lewin-Straße mittels einer Brücke die U-Bahn-Trasse. | kleiner Park an der Ecke Louis-Lewin-Str. /Wurzener Straße · Louis-Lewin-Str. im Bereich der U-Bahn |
| Lubminer Straße (Lage)            | 0220                               | Lubmin, Gemeinde in Mecklenburg-Vorpommern | 8. Okt. 1980                                                            | Die Straße besitzt einen nördlichen Ast, an dessen Ende ein Jugendclub und ein Sportplatz liegen. Sie knickt ostwärts ab und ist dort an die Lion-Feuchtwanger-Straße angebunden. Sie gehörte zu dem bei der Errichtung der Großwohnsiedlung Hellersdorf zuerst angelegten und benannten Straßennetz. | |
| Lubminer Weg (Lage)               | 0100                               | Lubmin, Gemeinde in Mecklenburg-Vorpommern | 1. Jan. 2000                                                            | Der Lubminer Weg verbindet die Boizenburger und die Lubminer Straße fußläufig in West-Ost-Richtung. Er tangiert ein früheres Schulgelände, dessen Hauptbau abgetragen wurde, die Sporthalle aber noch als Ruine steht. | |
| Luckenwalder Straße (Lage)        | 0920                               | Luckenwalde, Kreisstadt in Brandenburg | 22. Juli 1987                                                           | Sie ist eine U-förmig und verzweigt angelegte Straße zur Erschließung des Wohngebietes südlich der Zossener Straße an deren südwestlichen Knick. Südwärts am westlichen Teilstück führt ein Fußweg zur Kyritzer Straße. | |
| Ludwigsfelder Straße (Lage)       | 0640                               | Ludwigsfelde, Stadt in Brandenburg | 22. Juli 1987                                                           | Sie ist eine Straße zur Erschließung des Wohngebietes zwischen Landsberger Chaussee und Zossener Straße, die etwa in der Mitte mit einer östlichen Ausbuchtung versehen ist. In dieser Fläche befinden sich eine Kinderkombination und ein Schulgebäude. | |
| Ludwigsluster Straße (Lage)       | 1120                               | Ludwigslust, Stadt in Mecklenburg-Vorpommern | 1. Jan. 2000                                                            | Sie ist eine Südwest-Nordost-Straße, die nach Norden abgewinkelt weitergeht. Sie verläuft zwischen Parchimer Straße, parallel zur U-Bahn-Trasse und zur Gülzower Straße und danach westlich parallel zur Hellersdorfer Straße und dem Teterower Ring. | |
| Luzinstraße (Lage)                | 0180                               | Schmaler Luzin und Breiter Luzin, Seen bei Feldberg in Mecklenburg-Vorpommern | 11. Feb. 1983                                                           | Diese kurze West-Ost-Straße verbindet einen Querarm der Hellersdorfer Straße mit deren verkehrsreicher Trasse und führt als Sackgasse zu den Eingangsbereichen der Wohnhäuser. In der Nähe befindet sich der U-Bahnhof Kienberg (Gärten der Welt). | |
| Lyonel-Feininger-Straße (Lage)    | 0270                               | Lyonel Feininger (1871–1956), deutsch-amerikanischer Maler und Grafiker | 22. Juli 1996                                                           | Sie ist ein Teil des in den 1990er Jahren entstandenen Straßennetzes östlich und westlich der Stendaler Straße, das nach Künstlern benannt wurde. Diese Straße ist die südliche Fortsetzung der Hellersdorfer Promenade und führt von der Quedlinburger Straße bis zur Nelly-Sachs-Straße. | |
| Mahlsdorfer Straße (Lage)         | 0120 (im Ortsteil)                 | Mahlsdorf, Ortsteil des Bezirks Marzahn-Hellersdorf | vor 1893                                                                | Laut amtlichem Straßenverzeichnis gehören nur die Hausnummern 65–67 zu Hellersdorf. Diese bezeichnen den Bahnhofsplatz an der U-Bahn-Endstation Hönow und zwei Gärten hinter der Böhlener Straße. Die Straße liegt ansonsten komplett im brandenburgischen Hönow. | Mahlsdorfer Straße am U-Bahnhof Hönow |
| Mark-Twain-Straße (Lage)          | 0560                               | Mark Twain (1835–1910), US-amerikanischer Schriftsteller | 12. Juni 1992                                                           | Bei ihrer Erstanlage 1987 erhielt die Straße den Namen Richard-Staimer-Straße nach dem DDR-Militär Richard Staimer. Sie verläuft zwischen der Riesaer und der Lichtenhainer Straße leicht abgewinkelt. Einige Zugänge auf den grünen Hof sind mit Graffiti-Bildern gestaltet (siehe unteres Bild). | Graffiti-Bild |
| Martin-Riesenburger-Straße (Lage) | 0370                               | Martin Riesenburger (1896–1965), Rabbiner, Verfolgter des Naziregimes | 9. Juni 1987                                                            | Diese Straße, nördlich der Riesaer Straße gelegen, verbindet die Mark-Twain- mit der Lichtenhainer Straße und ist verästelt. An der Ecke Mark-Twain-Straße wurde am 14. April 2015 eine Gedenktafel für Riesenburger enthüllt. | |
| Maxie-Wander-Straße (Lage)        | 0910                               | Maxie Wander (1933–1977), Schriftstellerin | 25. Juni 1992                                                           | Bei ihrer Erstanlage 1986 hieß sie Fritz-Selbmann-Straße nach dem DDR-Politiker Fritz Selbmann. Dieser Verkehrsweg verbindet die Erich-Kästner-Straße in nördlicher Richtung über die Neue Grottkauer Straße mit der Etkar-André-Straße und knickt dort nach Nordosten ab. Sie endet an der Schneeberger Straße. | |
| Michendorfer Straße (Lage)        | 0220                               | Michendorf, Gemeinde in Brandenburg | 22. Juli 1987                                                           | Die kurze Straße verbindet zwei Bögen der Luckenwalder Straße etwa in deren Mitte und führt nördlich zur Zossener Straße. Südlich gibt es einen Fußweg bis zur Fercher Straße. | |
| Mittenwalder Straße (Lage)        | 0420                               | Mittenwalde, Stadt in Brandenburg | 22. Juli 1987                                                           | Sie ist eine winklig verlaufende Wohngebietsstraße zwischen der Klausdorfer und der inneren Zossener Straße mit einem Anschluss an die Teupitzer Straße. | |
| Mittweidaer Straße (Lage)         | 0180                               | Mittweida, Stadt in Sachsen | 30. Sep. 1992                                                           | Der Nord-Süd-Verkehrsweg verbindet die Riesaer Straße mit der Döbelner Straße und wurde in den 1990er Jahren angelegt. Auf ihrer gesamten Länge erstreckt sich westlich bis zur Frohburger Straße eine namenlose Grünanlage. | |
| Mylauer Weg (Lage)                | 0280                               | Mylau, Stadt in Sachsen | 1. Nov. 1998                                                            | Er verläuft zwischen Boulevard Kastanienallee und der Riesaer Straße und ist eine Sackgasse. An ihm entlang befindet sich der Regine-Hildebrandt-Park als Bestandteil eines Grünzugs entlang der U-Bahn-Trasse. Auf der bebauten Seite befindet sich ein Geburtshaus und eine Begegnungsstätte für Behinderte: das ,Haus Erntekranz’, eine Filiale der ,Tiele-Winckler-Haus GmbH’ (Behindertenhilfe). (siehe Bild) | |
| Naumburger Ring (Lage)            | 0660                               | Naumburg, Kreisstadt in Sachsen-Anhalt | 2. Juli 1987                                                            | Diese Ringstraße hat eher einen H-förmigen Verlauf. Ihr östliches Ende geht direkt in die Weißenfelser Straße über. Unter den Hausnummern 3–5 befindet sich der Turn- und Sportverein Hellersdorf 88 e. V. (TuS Hellersdorf 88). An einem der Knicke steht die ,Arche-Grundschule’. | |
| Nelly-Sachs-Straße (Lage)         | 0310                               | Nelly Sachs (1891–1970), deutsch-schwedische Schriftstellerin und Literaturnobelpreisträgerin | 20. Nov. 1995                                                           | Sie ist ein Teil des in den 1990er Jahren entstandenen Straßennetzes östlich und westlich der Stendaler Straße, das nach Künstlern benannt wurde. Der Südwest-Nordost-Straßenzug verläuft zwischen Alice-Salomon-Platz und Naumburger Ring. | |
| Neue Grottkauer Straße (Lage)     | 0610                               | entsprechend der Grottkauer Straße im Ortsteil Berlin-Kaulsdorf, die ihren Namen von der ehemaligen deutschen Stadt Grottkau herleitet (seit 1945 Grodków in Polen)                               | 10. Juni 1992                                                           | Die Straße verläuft in West-Ost-Richtung von der Hellersdorfer bis zur Uckermarkstraße. Der Zusatz ,Neue’ entstand durch eine Umbenennung des zuerst (1986) Heinz Hoffmann-Straße (nach dem DDR-Politiker Heinz Hoffmann) genannten Verkehrsweges. Sie sollte nach den Empfehlungen des Senats um 1991 zusammen mit der in Kaulsdorf vorhandenen Grottkauer Straße einheitlich bezeichnet werden. Bürgerproteste führten zu dem veränderten Namen, weil damit Hausnummernänderungen verhindert und Ausgaben vermindert werden konnten. Der Bereich in Nähe des U-Bahnhofs Kienberg (Gärten der Welt) ist mit einem größeren Einkaufszentrum besetzt, dem Forum Kienberg (oberes Bild). Zwischen dem Corso und einem weiteren Platz wurde das Kunstwerk ,Eisenholzstämme’ aufgestellt. Es wurde von der brasilianischen Künstlerin Elisa Bracher für die Expo 2000 in Hannover aus original brasilianischen Stämmen gefertigt, fand aber nun seinen Platz in Hellersdorf (unteres Bild).                                                                            | Forum Kienberg |
| Neuruppiner Straße (Lage)         | 0300                               | Neuruppin, Kreisstadt in Brandenburg | 5. März 1985                                                            | Die östliche Querstraße der Alten Hellersdorfer Straße verläuft bis zum Havelländer Ring, dort knickt sie nach Süden ab. Hier erreicht sie die KGA Alt-Hellersdorf. | |
| Nossener Straße (Lage)            | 0370 (2×) 0340 (2×)                | Nossen, Stadt in Sachsen | 12. Juni 1992                                                           | Bei der Erstanlage hieß sie Gerhart-Eisler-Straße nach dem Journalisten und DDR-Politiker Gerhart Eisler. Sie ist eine breit angelegte Straße, deren jeweils zwei Fahrstreifen durch eine Grünfläche voneinander getrennt sind. Sie verläuft in Nord-Süd-Richtung zwischen Riesaer und Glauchauer Straße. Südlich gibt es einen Fußweg in den Park um den Schleipfuhl. | |
| Oelsnitzer Straße (Lage)          | 0210                               | Oelsnitz, Stadt in Sachsen | 9. Juni 1987                                                            | Sie verläuft zwischen Stollberger und Riesaer Straße. | |
| Oschatzer Ring (Lage)             | 0550                               | Oschatz, Stadt in Sachsen | 2. Juli 1987                                                            | Die U-förmige Führung verläuft nördlich der Quedlinburger Straße, sie besitzt einen Verbindungsarm. Die südliche etwa spiegelbildlich verlaufende Entsprechung ist das System Weißenfelser und Schönburger Straße. | Kleiner Park an der Ecke Oschatzer Ring/Louis-Lewin-Straße |
| Parchimer Straße (Lage)           | 0520                               | Parchim, Kreisstadt in Mecklenburg-Vorpommern | 8. Okt. 1980                                                            | Die Straße besteht aus zwei Armen und verläuft in Nord-Süd-Richtung; sie geht von der Ludwigsluster Straße ab. | |
| Paul-Levi-Platz (Lage)            | 080 × 70                           | Paul Levi (1883–1930), Jurist und KPD-Politiker | 17. Aug. 2000                                                           | Diese fast quadratische Rasenfläche wird umgeben von der Leisniger, der Geithainer, der Roßweiner und der Döbelner Straße. | |
| Peter-Edel-Straße (Lage)          | 0490                               | Peter Edel (1921–1983), Schriftsteller | 15. Juli 1986                                                           | Das südliche Stück ist ein Fußweg zwischen Peter-Huchel- und Erich-Kästner-Straße. Dann beginnt der Fahrweg nordwärts bis zur Neuen Grottkauer Straße. | Eine reine Wohnstraße |
| Peter-Huchel-Straße (Lage)        | 0480                               | Peter Huchel (1903–1981), Schriftsteller | 5. Juni 1992                                                            | Der Verkehrsweg wurde 1986 als Alexander-Abusch-Straße (benannt nach dem DDR-Politiker Alexander Abusch) angelegt. Am Südzipfel schließt sich eine unbenannte Grünfläche an, deren Ostseite als Arm zur Straße dazuzählt und etwa 60 Meter lang ist. Nur auf einer Seite der Straße stehen Wohnbauten, gegenüberliegend befinden sich eine Sporthalle und das ,BIP-Kreativzentrum’, das aus einem DDR-typischen Schulgebäude hergerichtet wurde. An der Peter-Huchel-Straße 43 ist die Kita ,Wunderwelt’ erwähnenswert, die im Februar 2016 von Bezirkspolitikern als IGA-Ort ausgezeichnet wurde. Hier haben Verantwortliche und der Hobbyimker Klaus Gatzel auf dem Dach des Gebäudes drei Häuschen für Bienenvölker aufgestellt, wo die Kinder das Leben und die Bedeutung der Bienen kennenlernen können. Das Projekt trägt die Bezeichnung ,Biene sucht Wohnung’. | BIP-Kreativzentrum |
| Peter-Weiss-Gasse (Lage)          | 0270                               | Peter Weiss (1916–1982), Schriftsteller | 20. Nov. 1995                                                           | Sie gehört zu dem in den 1990er Jahren entstandenen Straßennetz östlich und westlich der Stendaler Straße, das nach Künstlern benannt wurde. Die Straße verläuft diagonal in Südwest-Nordost-Richtung und tangiert den Kokoschkaplatz. | |
| Peter-Weiss-Platz (Lage)          | 060 × 40                           | Peter Weiss (1916–1982), Schriftsteller | 20. Nov. 1995                                                           | Der Platz wird von Quedlinburger, Tangermünder und Janusz-Korczak-Straße begrenzt. Er wurde um das Jahr 2000 an ein Immobilienunternehmen verkauft, das wegen Insolvenz die Grünanlage nicht herrichten konnte. 2007 wurde ein Teil des Platzes gestaltet und am 11. Juni 2007 der Öffentlichkeit übergeben. Auffälliges Merkmal ist ein Technikcontainer, der 2006 von einem jugendlichen Sprayer (graco.de) mit einem Rundum-Graffiti-Bild ausgestattet wurde, das „der kleinste Plattenbau der Welt“ genannt wird und an einer Stirnseite eine Sentenz von Peter Weiss kundtut. Direkt am Platz steht die ebenfalls mit Graffiti gestaltete Jugendfreizeiteinrichtung ,East End’. | |
| Quedlinburger Straße (Lage)       | 1010                               | Quedlinburg, Stadt in Sachsen-Anhalt | 2. Juli 1987                                                            | Sie verbindet die Stendaler Straße in West-Ost-Richtung mit der Louis-Lewin-Straße, wo sie gegenüber dem Theaterplatz mündet. An der Kreuzung mit der Stendaler Straße wurde ein DDR-Plattenbau mit einem ganzflächigen Fassadenbild in der Art Jugendstil als interessanter Hingucker gestaltet. | |
| Rathener Straße (Lage)            | 0290                               | Rathen, Kurort in Sachsen | 9. Juni 1987                                                            | Sie verbindet die Heidenauer Straße mit der Mark-Twain-Straße und verläuft in Südwest-Nordost-Richtung. | |
| Riesaer Straße (Lage)             | 1660                               | Riesa, Stadt in Sachsen | 9. Juni 1987                                                            | Sie ist die Fortsetzung der Stendaler Straße südlich der U-Bahn-Trasse. Sie verläuft in Nordwest-Südost-Richtung und endet an der Hönower Straße im Ortsteil Mahlsdorf. An der Riesaer Straße 94 befindet sich eines der beiden ehemaligen Rathäuser des Bezirks Hellersdorf, nun ist es das ,Amt für Bürgerdienste’. | |
| Roßweiner Ring (Lage)             | 0400                               | Roßwein, Stadt in Sachsen | 28. Juli 1989                                                           | Er zweigt in U-Form in östlicher Richtung von der Leisniger Straße ab. Südlich des Roßweiner Rings entstand nach 2005 eine Einfamilienhaussiedlung, die in die Nummerierung einbezogen wurde. | Im Vordergrund eine kleine Siedlung mit Einfamilienhäusern, im Hintergrund DDR-typische Plattenbauten, alles Roßweiner Ring |
| Sarah-Kirsch-Straße (Lage)        |                                    | Sarah Kirsch (1935–2013), Schriftstellerin | 26. Aug. 2022                                                           | Die Straße zweigt in westlicher Richtung von der Kastanienallee ab. | |
| Schkeuditzer Straße (Lage)        | 0560                               | Schkeuditz, Stadt in Sachsen | 2. Juli 1987                                                            | Diese reine Wohngebietsstraße beginnt westlich am Theaterplatz und führt östlich bis zur Torgauer Straße. Beidseitig schließen sich Fußgängerbereiche an. | |
| Schleipfuhlweg (Lage)             | 040 (im Ortsteil)                  | Schleipfuhl, Schmelzwasserpfuhl aus der letzten Eiszeit im Ortsteil Berlin-Kaulsdorf an der Grenze zu Hellersdorf                                                                                 | Dezember 1934                                                           | Bei ersten Planungen in den 1920er Jahren als Weg A in der ,Vorstädtischen Kleinsiedlung Hellersdorf′ bezeichnet, dann nach der Richtung zum Pfuhl benannt. Sein überwiegender Teil liegt im Ortsteil Kaulsdorf und durchquert die Stadtrandsiedlung. | Schleipfuhlweg entlang des NSG |
| Schneeberger Straße (Lage)        | 0280                               | Schneeberg, Stadt in Sachsen | 9. Juni 1987                                                            | Die Schneeberger Straße und der östliche Teil des Auerbacher Ringes bilden einen zusammenhängenden Straßenzug, der durch die Maxie-Wander-Straße geteilt wird. | |
| Schönburger Straße (Lage)         | 0180                               | Schönburg, Gemeinde in Sachsen-Anhalt | 2. Juli 1987                                                            | Das System Weißenfelser Straße und Schönburger Straße bildet eine U-förmige Erschließung südlich der Quedlinburger Straße und ist damit die Spiegelung des Oschatzer Ringes. | |
| Schönewalder Straße (Lage)        | 0250                               | Schönewalde, Stadt in Brandenburg | 9. Juni 1987                                                            | Sie verbindet die Adele-Sandrock-Straße mit der Riesaer Straße. Auf der westlichen Seite, angebaut an den Schulgebäudekomplex der ,Kolibri-Grundschule’ und begrenzt durch die parallel verlaufende Lichtenhainer Straße, befindet sich der ,Sportstättenkomplex Schönewalder Straße’. Diesem schließt sich der Mascha-Kalekó-Park an. | Schönewalder Straße mit dem Schul- und Sportensemble auf der rechten Seite |
| Schwarzheider Straße (Lage)       | 0350                               | Schwarzheide, Stadt in Brandenburg | 28. März 1997                                                           | Sie verbindet die Adele-Sandrock-Straße mit der Louis-Lewin-Straße und tangiert dabei nördlich das Branitzer Karree. | |
| Sebnitzer Straße (Lage)           | 0500                               | Sebnitz, Stadt in Sachsen | 9. Juni 1987                                                            | Die angegebene Länge ist die Addition aus den eingerollten ringförmigen Armen der Straße. Sie verbindet die Mark-Twain-Straße mit der Lichtenhainer Straße (östlich) und bildet einen befahrbaren Ring, der als Park gestaltet ist. | |
| Senftenberger Straße (Lage)       | 0480                               | Senftenberg, Kreisstadt in Brandenburg | 5. März 1985                                                            | Die Straße verbindet die Cottbusser Straße mit der Kastanienallee und zeigt einen treppenförmigen Verlauf. An mehreren Giebeln der Wohnblöcke sind Wandbilder verschiedener Künstler verwirklicht, alle zwischen 1992 und 1994 nach Fassadensanierungen. Das hier zu sehende Bild zeigt eine ,Tänzerin’ nach Vorlage von Christina Allzeit aus dem Jahr 1993; der ,Tänzer’ steht übereck am anderen (hier von den Blättern verdeckten) Giebel. | |
| Sonnenkieker (Lage)               | 0140                               | Sonne und „kieken“, Berlinisch für „schauen, gucken“ | 15. Jan. 2001                                                           | Sie verbindet auf dem östlichen Wuhleufer den Kummerower Ring mit dem Feldberger Ring und ist eine Privatstraße. Der Zufahrtsbereich gegenüber dem Feldberger Ring 38 und 44 wurde in die neue Straße einbezogen. In mehreren Schritten entsteht entlang des neuen Verkehrsweges eine Siedlung mit Mehrfamilienhäusern, die den gleichen Namen trägt (,Siedlung Sonnenkieker’). | |
| Spremberger Straße (Lage)         | 0480                               | Spremberg, Stadt in Brandenburg | 5. März 1985                                                            | Sie verläuft beidseitig neben der Wuhleniederung, über die Alte Hellersdorfer Straße bis zum Cottbusser Platz. | |
| Stendaler Straße (Lage)           | 1160                               | Stendal, Kreisstadt in Sachsen-Anhalt | 5. März 1985                                                            | Sie ist eine Hauptverkehrsstraße zwischen Landsberger Chaussee und Hellersdorfer Straße. Nach Süden, am U-Bahnhof Hellersdorf und dem Alice-Salomon-Platz, setzt sich der Straßenzug als Riesaer Straße fort. | |
| Stephan-Born-Straße (Lage)        | 0190                               | Stephan Born (1824–1898), deutscher und Schweizer Politiker, Gewerkschafter und Professor | 17. März 2012                                                           | Die Straße führt von der Klausdorfer Straße zur Mittenwalder Straße. An ihrer Nordseite entstand in den 2010er Jahren eine Neubausiedlung. Hier liegt der Haupteingang des 1994 eröffneten interkulturellen Zentrums 'Babylon'. | |
| Stollberger Straße (Lage)         | 0920                               | Stollberg, Stadt in Sachsen | 9. Juni 1987                                                            | Sie ist eine Erschließungsstraße zwischen Riesaer Straße und Nossener Straße mit einer unübersichtlichen verschlungenen Straßenführung und zahlreichen Bypässen; die Längenbestimmung konnte deshalb nur recht grob erfolgen. An der Adresse Stollberger Straße 49 befindet sich in einem Wohnblock der Sitz des Vereins IG Modellbahn Hellersdorf. Auf 120 m² haben die 17 Vereinsmitglieder unter Leitung des Gründers und Vorsitzenden Holger Vogt eine Mini-DDR auf zwei Modell-Eisenbahnanlagen in den Nenngrößen H0 und TT auf Basis eines adäquaten Schienennetzes erstellt. Dazu gibt es typische Bahnhöfe und im Umfeld typische Szenen aus dem Leben der Bewohner. Die fünfteilige H0-Anlage ist die Hauptanlage, die TT-Modelle bezeichnen die Macher als Winteranlage. Alle Fahrzeuge orientieren sich strikt nur an in der DDR eingesetzt gewesenem rollendem Material. Die Mini-DDR kann an einigen Wochenenden im Jahr gegen ein kleines Eintrittsgeld besucht werden.                                                                              | |
| Suhler Straße (Lage)              | 1240                               | Suhl, Stadt in Thüringen | 5. März 1985                                                            | Sie ist eine winklig geführte Straße zwischen Eisenacher Straße und Gothaer Straße mit mehreren Armen. Von hier ist der Wuhlewanderweg gut erreichbar. | Die Kita ,Lach und Krach’ in der Suhler Straße |
| Tangermünder Straße (Lage)        | 1050                               | Tangermünde, Stadt in Sachsen-Anhalt | 2. Juli 1987                                                            | Sie bildet die östliche Fortsetzung der Zossener Straße über die Stendaler Straße und verbindet diese nach einem Knick nach Süden mit der Nelly-Sachs-Straße. An der Tangermünder Straße 7 befindet sich Die Arche – Christliches Kinder- und Jugendwerk e. V., die Kindern aus ärmsten Familien Speisen und eine Betreuung bietet. Außerdem wurde hier in einem Flachbau der ,Hella-Klub für Mädchen und Junge Frauen’ eingerichtet. | ,Arche’ in der Tangermünder Str. · Hella-Klub in der Tangermünder Str. |
| Teterower Ring (Lage)             | 1390                               | Teterow, Stadt in Mecklenburg-Vorpommern | 8. Okt. 1980                                                            | Die Straße umschließt als kompletter unsymmetrischer Ring zusammenhängende Wohnbauten. Er wird in Nord-Süd-Richtung von der Tollensestraße durchschnitten. Am Teterower Ring 71 befindet sich das Fußballstadion Wuhletal. Eine in den Innenhof führende Sackgasse erhielt den eigenständigen Straßennamen Stadtteiltreff, wie aus dem amtlichen Schild zu erkennen ist. | |
| Teupitzer Straße (Lage)           | 0470                               | Teupitz, Stadt in Brandenburg | 22. Juli 1987                                                           | Sie ist eine zweifach abgeknickte Straßenführung zwischen Landsberger Chaussee und Zossener Straße. Die Teupitzer Straße wird auf der Ostseite von einem geraden Fußweg begleitet, der durch Grünflächen führt und den nördlichsten Teil der ursprünglichen Kastanienallee darstellt. Auf den Dächern des Gebäudekomplexes Hausnummern 34–44 befindet sich Kunst am Bau, 1998 zusammen mit gleichartigen Objekten auf der Zossener Straße. | |
| Theaterplatz (Lage)               | 0120 × 110 (gesamte Grünfläche)    | ,Das Weite Theater’, bei der Namensgebung des Platzes in einem hier errichteten solitären Flachbau (zog um 2007 in das Gebäude der Hochschule für Schauspielkunst an der Parkaue in Lichtenberg). | 20. Okt. 1997                                                           | Der Platz liegt auf der Ostseite der Louis-Lewin-Straße und ist rund 8000 Quadratmeter groß. Er war bis 1995 eine ungenutzte und namenlose Brachfläche, die nach den früheren Planungen mit einem Hochhaus bebaut werden sollte. Nach der Fertigstellung als Schmuckplatz erhielt er seinen jetzigen Namen. Der eigentliche Platz gliedert sich in drei Bereiche: eine größere rechteckige mit Natursteinen belegte Fläche, in deren Mitte ein mit Blumen und Rasen begrüntes Oval leicht hügelig liegt. An der Nordostecke dieses Doppelplatzes wurde ein quadratisches mit Büschen bepflanztes Areal angefügt. Am Zugang von der Louis-Lewin-Straße wurde eine Art symbolisches Portal aus zwei senkrecht aufgestellten Granitsteinen gestaltet (Bild). | |
| Tollensestraße (Lage)             | 0400                               | Tollense, Nebenfluss der Peene und/oder Tollensesee, Brandenburg | 8. Okt. 1980                                                            | Der Straßenzug liegt zwischen Cecilienstraße (im Süden) und dem südlichen Bereich des Teterower Ringes (im Norden). Dort geht er in den Clara-Zetkin-Platz über. | |
| Torgauer Straße (Lage)            | 0210                               | Torgau, Kreisstadt in Sachsen an der Elbe | 2. Juli 1987                                                            | Der Nord-Süd-Straßenzug verläuft zwischen Gohliser und Böhlener Straße. Nördlich führt die Torgauer Straße entlang der Hönower Weiherkette. | |
| Waldheimer Straße (Lage)          | 0400                               | Waldheim, Stadt in Sachsen | 30. Sep. 1992                                                           | Die Waldheimer Straße verläuft abgeknickt zwischen Döbelner und Leisniger Straße/Roßweiner Ring. | |
| Weißenfelser Straße (Lage)        | 0480                               | Weißenfels, Stadt in Sachsen-Anhalt | 2. Juli 1987                                                            | Das System Weißenfelser Straße und Schönburger Straße bildet eine U-förmige Erschließung südlich der Quedlinburger Straße und ist die Spiegelung des Oschatzer Ringes. Die Weißenfelser Straße setzt sich jedoch in ihrem West-Ost-Zug bis zur Louis-Lewin-Straße fort. | |
| Wurzener Straße (Lage)            | 0260                               | Wurzen, Stadt in Sachsen | 2. Juli 1987                                                            | Sie ist eine zweifach abgeknickte Erschließungsstraße zwischen Oschatzer Ring und Louis-Lewin-Straße, als Fahrstraße ist es jedoch eine Sackgasse. An ihrem nordöstlichen Ende befindet sich eine Spezialschule für Sprachbehinderte (oberes Bild). | ,Phoenix’-Schule für Sprachbehinderte · Kleiner Park an der Ecke Louis-Lewin-Straße |
| Zerbster Straße (Lage)            | 0530                               | Zerbst, Stadt in Sachsen-Anhalt | 2. Juli 1987                                                            | Sie verläuft abgeknickt und mit Nebenarmen zwischen Tangermünder Straße und Quedlinburger Straße. Südlich setzt sich der Straßenzug als östlicher Teil des Naumburger Rings fort. Am Knick werden der Beerenpfuhl und der Beginn der Hönower Weiherkette tangiert. An dieser Stelle wurde im Jahr 2010 auf einer früheren Brachfläche der ,Weiher-Park’ angelegt. | Zerbster Straße, im Vordergrund ,Fabelhafter Drachen’ |
| Zossener Straße (Lage)            | 1600                               | Zossen, Stadt in Brandenburg | 2. Juli 1987                                                            | Diese Verkehrsachse verbindet die Landsberger Allee / Landsberger Chaussee (im Norden) mit der Stendaler Straße (im Osten). An der Stendaler Straße setzt sie sich als Tangermünder Straße fort. Die Straße verzweigt sich in parallele gleichnamige Erschließungsstraßen für das Wohngebiet östlich und in Querarme. In der Zossener Straße befinden sich einige interessante Kunstobjekte. | Panorama der Zossener Straße am Knick |

## Kleingartenanlagen (Kolonien) und Siedlungen
Von den 21 im Bezirksverband der Gartenfreunde Berlin-Hellersdorf e. V. zusammengeschlossenen Anlagen gehören die folgenden zum Ortsteil Hellersdorf, die anderen liegen in benachbarten Berliner Ortsteilen.

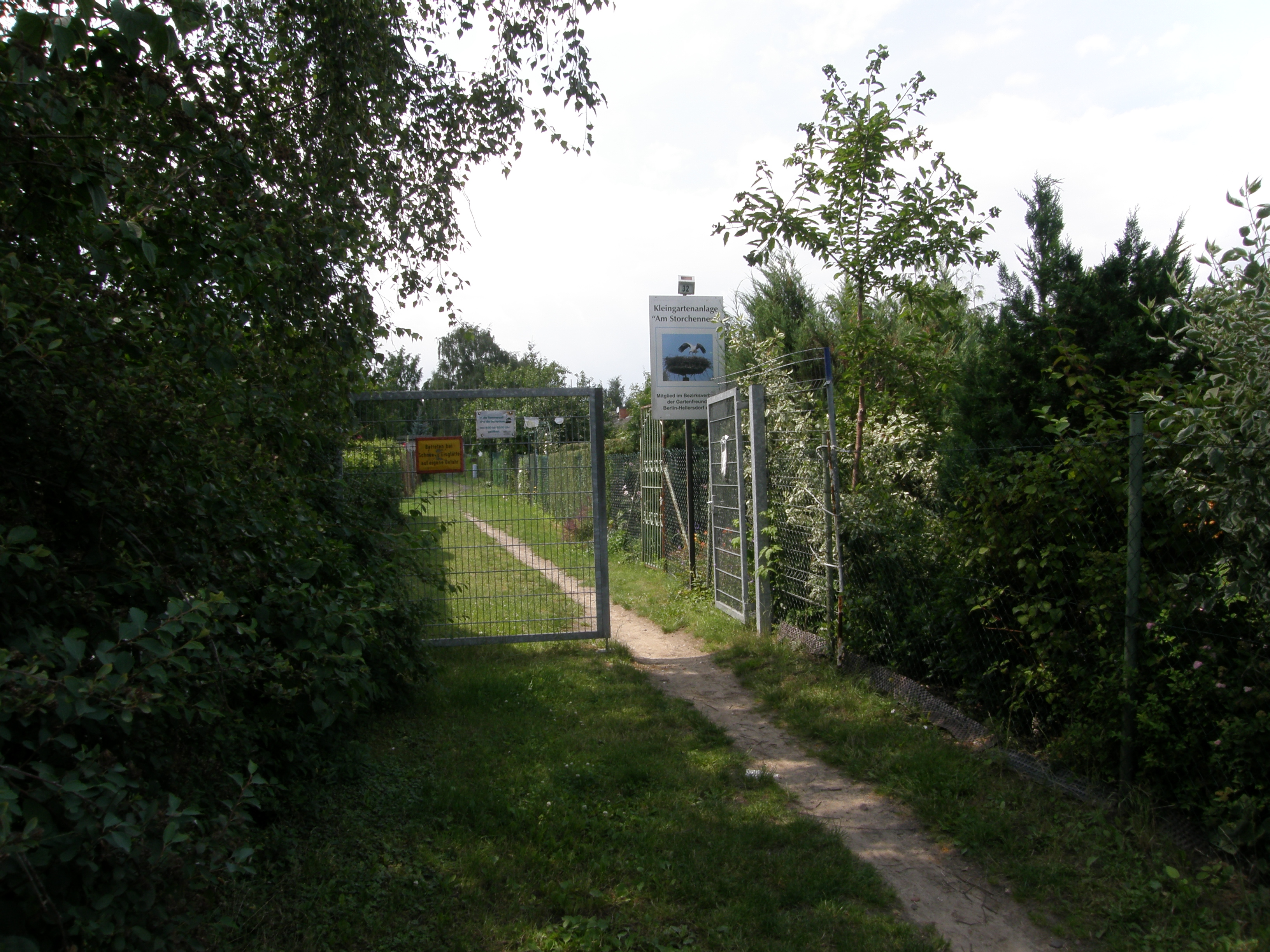
KGA Storchennest

- Kolonie Alt-Hellersdorf (Lage), Alte Hellersdorfer Straße, gegründet 1984
- Kolonie Am Storchennest (Lage), Alt-Hellersdorf, gegründet 2002
- Kolonie Am Teterower Ring (Lage), gegründet 1984
Der Zugang befindet sich an der Cecilienstraße; die Gartenanlage wird durch fünf Privatwege erschlossen. Im September 2015 wurde die Anlage mit zusätzlichen Flächen um etwa 4600 m² für den Bau von 13 Parzellen erweitert.[56]
- Gartenland am Beerenpfuhl (Lage)
Nach dem Rückbau einer Kita in der Tangermünder Straße wurde die Fläche parzelliert und 2007 als Kleingartenanlage mit 16 Parzellen angelegt.[57]

## Parks, Gewässer und weitere Örtlichkeiten

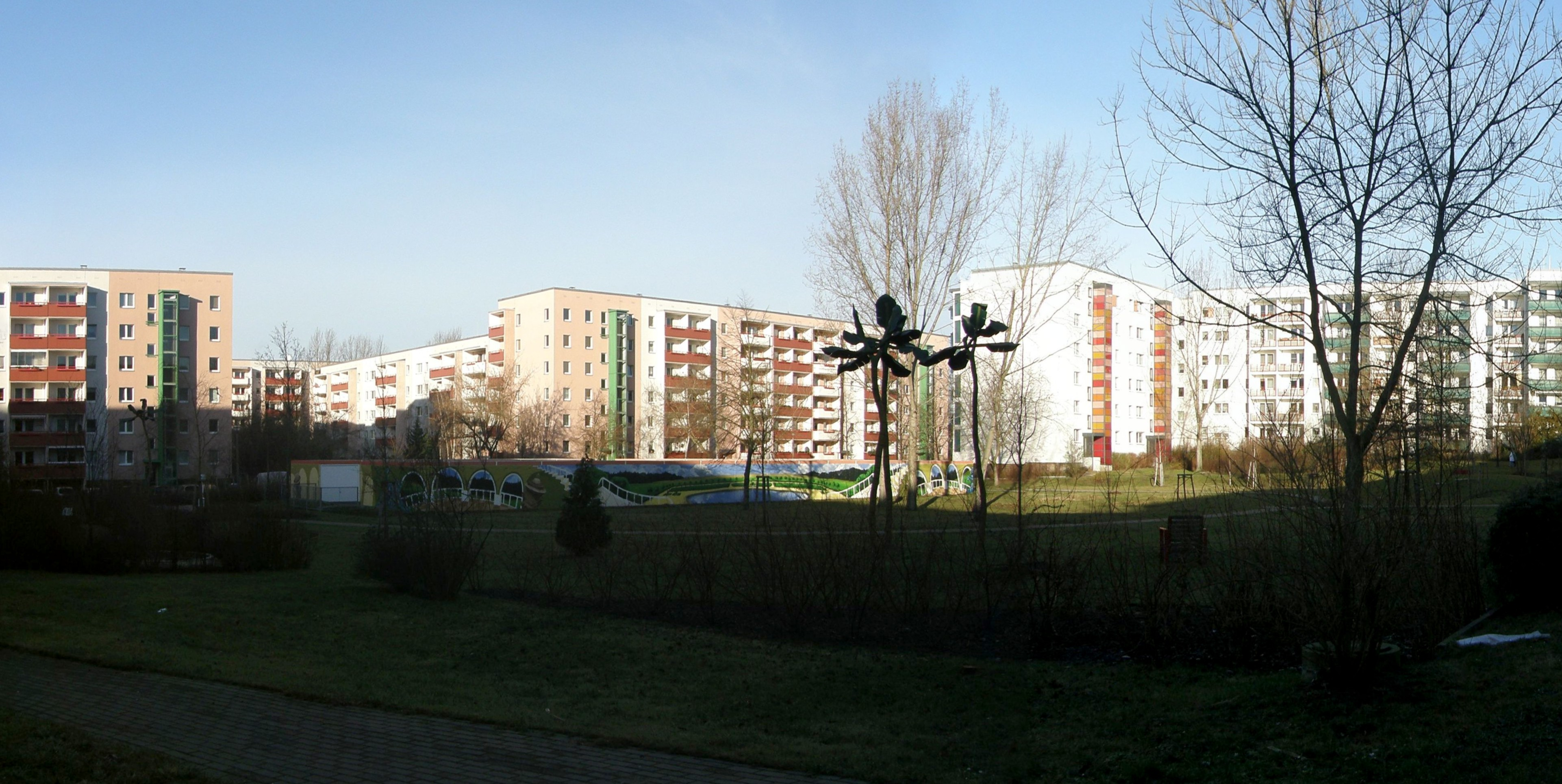
Palmenhof

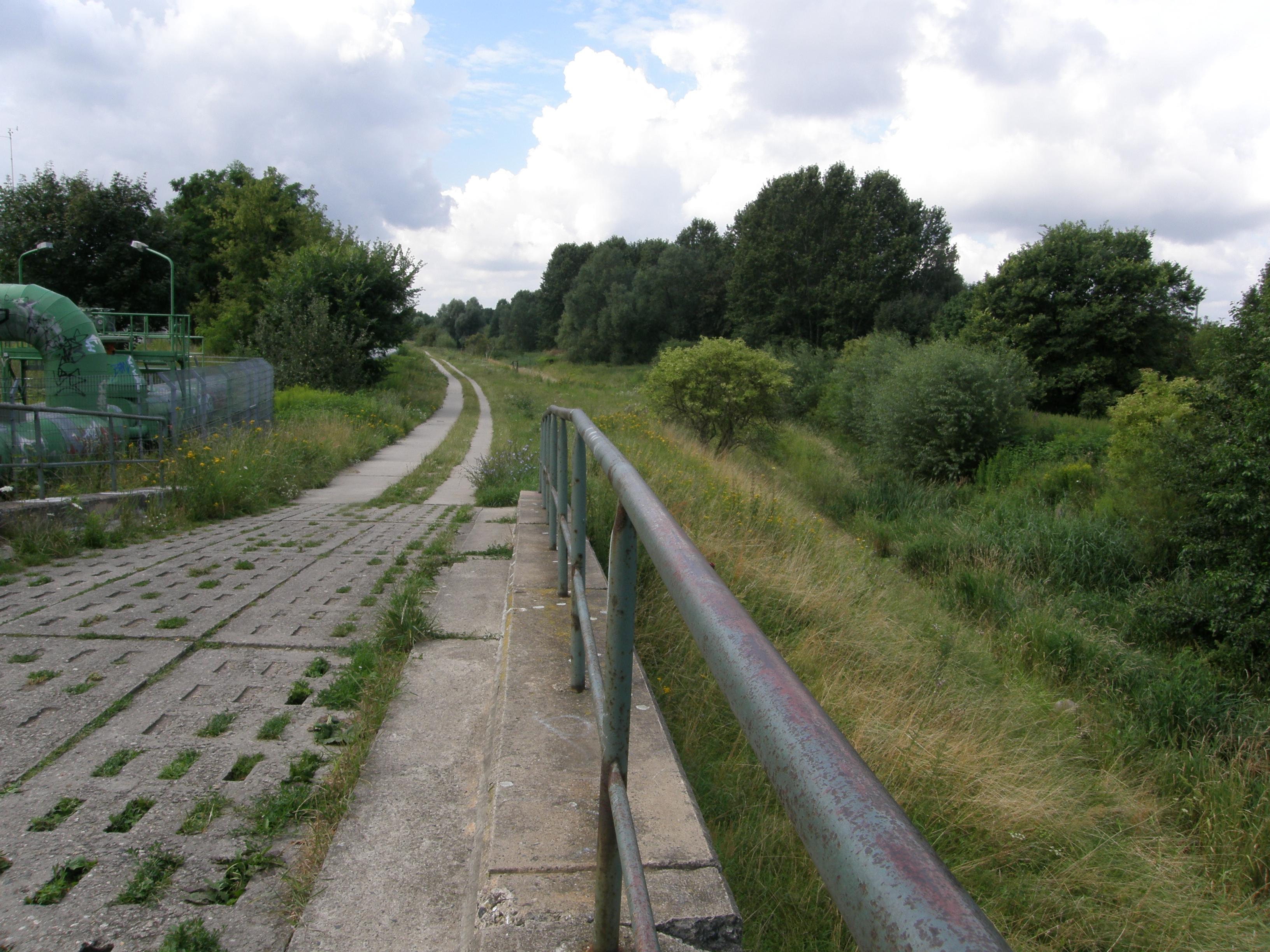
Beginn des Wuhle-Wander- und Radweges an der Zossener Straße

- Jelena-Santic-Friedenspark, zwischen Hellersdorfer Straße und an der Wuhle gelegen. Westlich schließen sich der Landschaftspark Wuhletal und die Gärten der Welt an. (Lage)
Der neun Hektar umfassende Park wurde nach Jelena Šantić (1944–2000), einer serbischen Primaballerina und Friedensaktivistin, benannt und wird seit 1994 nach Plänen eines Amsterdamer Landschaftsarchitektenbüros schrittweise ausgebaut.[58]

- Mascha-Kaléko-Park, benannt nach der deutschsprachigen jüdischen Dichterin Mascha Kaléko (1907–1975) (Lage)
Die Grünanlage wird von der Mark-Twain-Straße (Nord), der Adele-Sandrock-Straße (Ost), der Riesaer Straße (Süd) und der Lichtenhainer Straße (West) begrenzt. Der Park wurde am 11. Mai 2006 feierlich benannt.[59]

- Schleipfuhl (Lage)[60]

- Hönower Weiherkette, bestehend aus dem bereits verlandenden Fischteich, dem Beerenpfuhl sowie weiteren kleinen Seen und Weihern[61]

- Helle Mitte (Lage)

- Palmenhof, eine im Jahr 2009 eingerichtete neue Grünanlage im Innenbereich der Bodo-Uhse-Straße

- Weiher-Park (*)

- Regine-Hildebrandt-Park (eröffnet 2007) (*)

- Kurt-Julius-Goldstein-Park (eröffnet 2010) (*)[62]

- Wuhlewanderweg

Einige dieser neu geschaffenen Parkanlagen (*) im Bezirk sind Bestandteil eines zusammenhängenden grünen Bandes, das sich an der Wuhle und weiteren namenlosen Gräben entlangzieht und über einen längeren Zeitraum vervollständigt wird.